# Halime
Halime Sultan (ur. 1576, zm. 1623) – konkubina sułtana Mehmeda III, matka Mustafy I, w latach 1617–1618 oraz 1622-1623 Valide Sultan.

## Życiorys
Nie jest pewne pochodzenie Halime, lecz najprawdopodobniej urodziła się w Abchazji jako Altunşah. W młodym wieku trafiła do haremu Mehmeda III, urodziła mu w 1590 r. córkę Dilrubę, a w 1592 r. syna Mustafę, późniejszego sułtana. Sułtanka była ukochaną kobietą Mehmeda, mimo to nigdy nie nadał jej tytułu Haseki Sultan, prawdopodobnie wobec stanowiska jego matki Safiye wywierającej ogromny wpływ na syna.
Po śmierci Mehmeda III, Ahmed I darował młodemu Mustafie życie, lecz nakazał, aby umieszczono go w złotej klatce (tur. kafes), czyli komnatach, w których książę został zamknięty aż do przejęcia władzy (co znacznie przyczyniło się to do jego choroby psychicznej). Przed objęciem tronu przez Mustafę Halime otrzymywała na utrzymanie zaledwie 100 akcze dziennie.
W 1617 zmarł sułtan Ahmed, a na tronie zasiadł syn Halime – Mustafa. Jej uposażenie jako Valide i nieoficjalnej regentka (razem z zięciem Kara Davudem Paszą manipulowała chorym psychicznie Mustafą) wzrosło do 3000 akcze dziennie. Po upływie roku Mustafa Szalony został zdetronizowany, a na tronie zasiadł syn Mahfiruz Hatice – Osman II. Wówczas syna Halime ponownie umieszczono w złotej klatce, a ją samą odesłano do Starego Pałacu.
Halime jednak nie ustąpiła: wspierająca ją Kösem wywołała bunt janczarów, którego skutkiem było uwięzienie Osmana II. Matka Mustafy wykorzystała to i ponownie osadziła na tronie swego syna, a Osmana rozkazała udusić Davudowi Paszy. Mustafa I po pięciu miesiącach ponownie został zdetronizowany.
Halime zmarła w 1623 roku. Została pochowana w meczecie Hagia Sophia.

## W popkulturze
W popularnym tureckim serialu Wspaniałe stulecie: Sułtanka Kösem rolę Halime gra aktorka Aslıhan Gürbüz.